# Bezirk Oberklettgau
Der Bezirk Oberklettgau war bis zum Juli 1999 eine Verwaltungseinheit des Kantons Schaffhausen in der Schweiz. Seither verzichtet der Kanton auf die Bezirks-Verwaltung, jedoch nicht auf den Bezirk selbst.

## Einwohnergemeinden
Stand: 1. Januar 2013
| Wappen     | Name der Gemeinde | Einwohner (31. Dezember 2023) | Fläche in km² | Einwohner pro km² |
| ---------- | ----------------- | ----------------------------- | ------------- | ----------------- |
| Gächlingen | Gächlingen        | 1018                          | 7,13          | 143               |
| Löhningen  | Löhningen         | 1624                          | 6,83          | 238               |
| Neunkirch  | Neunkirch         | 2591                          | 17,92         | 145               |
| Total (3)  | Total (3)         | 5233                          | 31,88         | 164               |

## Veränderungen im Gemeindebestand

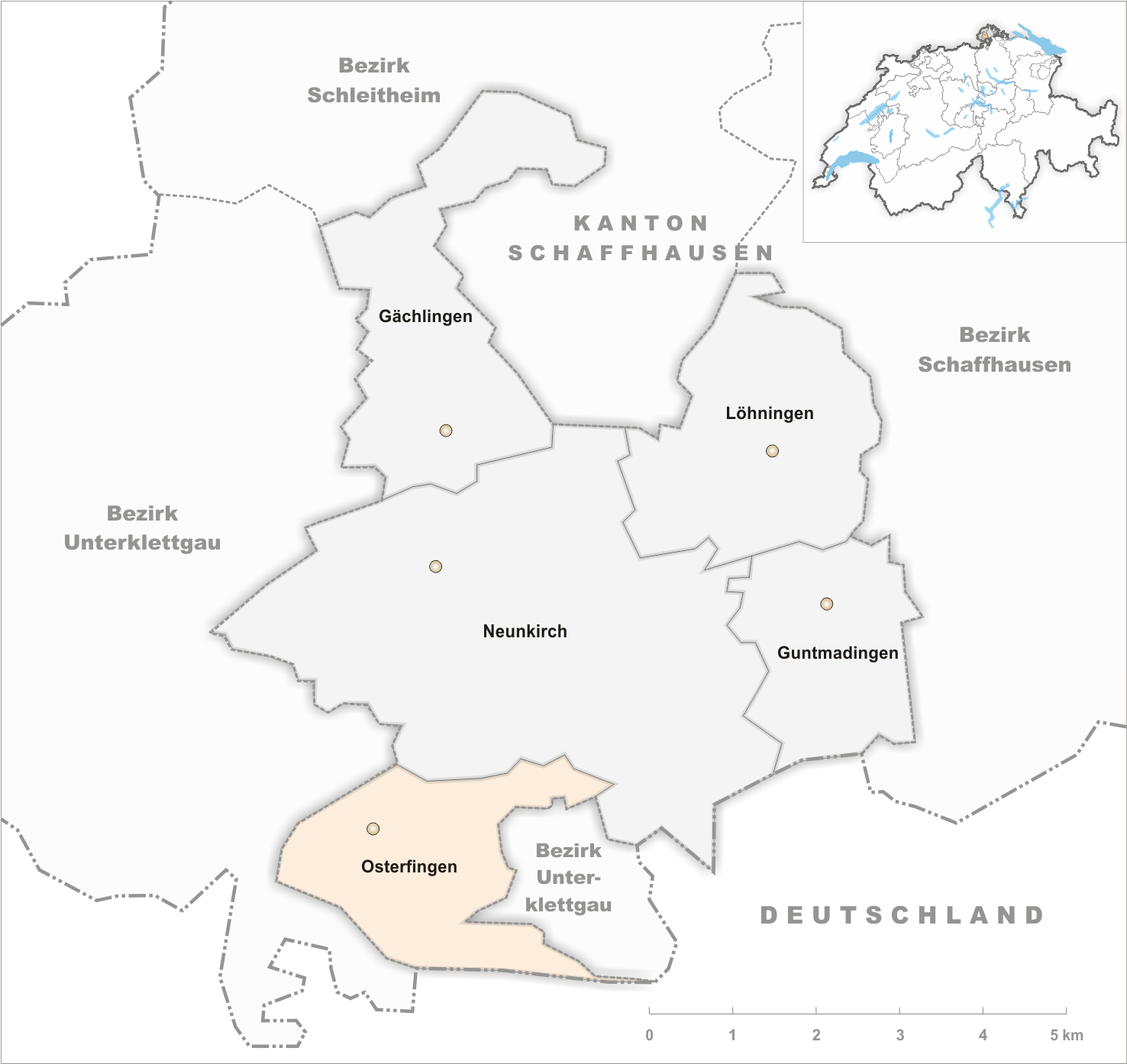
Gemeinden bis 2004
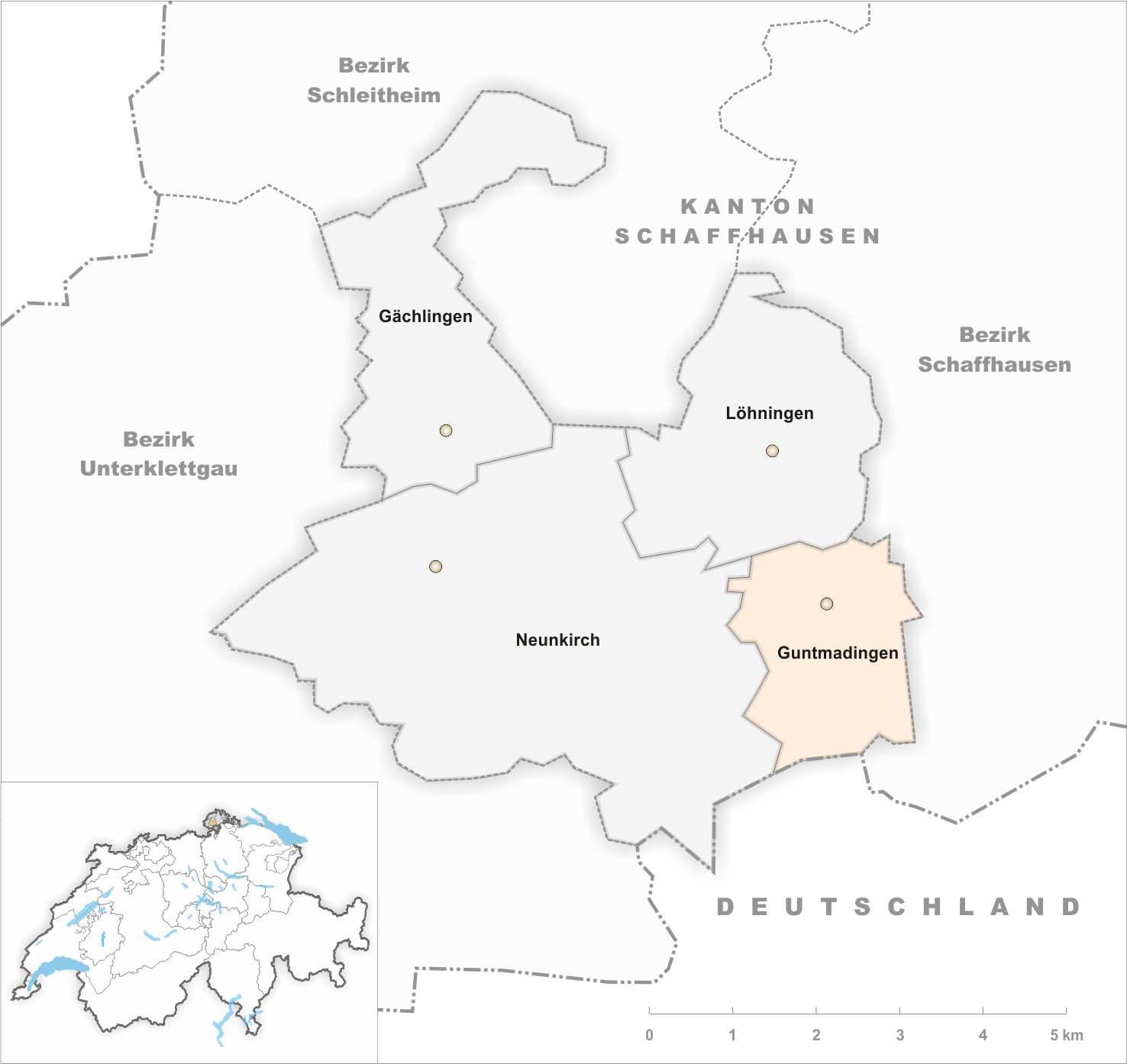
Gemeinden bis 2012

- 2005 Osterfingen → Wilchingen (Bezirk Unterklettgau)
- 2013: Fusion Guntmadingen →  Beringen